# Christa von Seckendorff

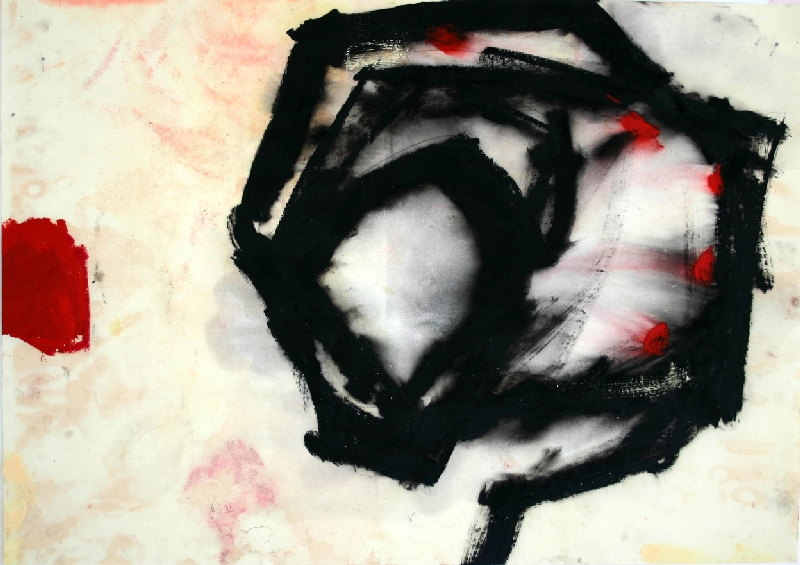
Spurensud (61 × 86 cm), Ölfarbe/Ölkreide/Öl auf Papier

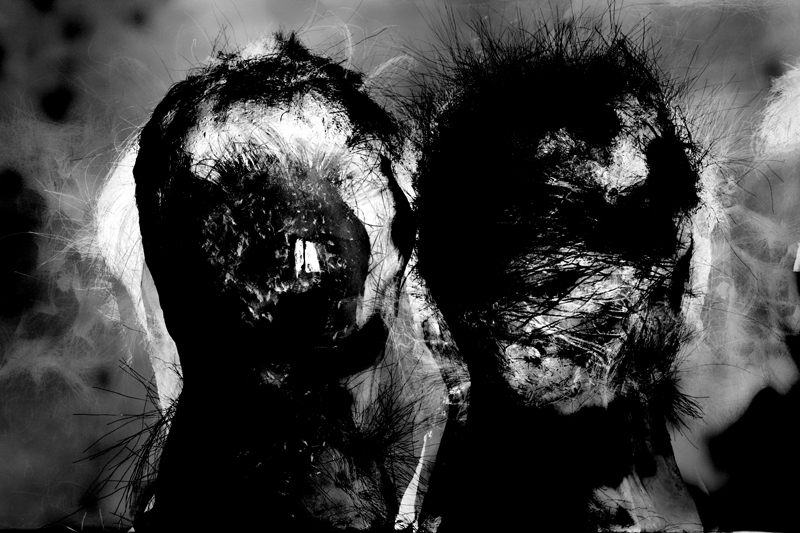
Paarstrom (70 × 100 cm), Lambda Print Fotografie

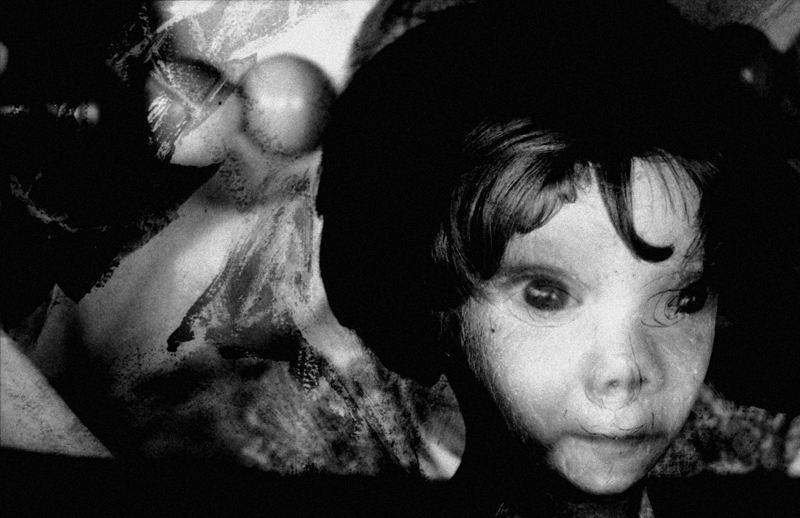
Aus der Serie Kindsköpfe (30 × 40 cm), S/W-Print Fotografie

Christa von Seckendorff (* 1970 in Düsseldorf) ist eine deutsche Künstlerin.

## Leben
Nach einer Bühnenbildhospitanz am Volkstheater München, studierte Christa von Seckendorff 1991/92 Kunstgeschichte und Theaterwissenschaften an der Universität Erlangen. 1992 bis 1998 Studium der freien Grafik und der freien Fotografie bei Sabine Tschierschky und Erich vom Endt an der Universität-Gesamthochschule Essen. Christa von Seckendorff ist Mitglied der Produzentengalerie plan.d.
Die Künstlerin lebt und arbeitet in Düsseldorf.

## Werk
Den Schwerpunkt ihrer künstlerischen Arbeit hat Christa von Seckendorff in den letzten Jahren auf die Fotografie verlegt. Basis ihrer auratischen Schwarz-Weiß-Aufnahmen sind zumeist kleine, von ihr selbst modellierte Figuren aus Ton oder Materialmüll, auf die sie Helldunkel-Strukturen projiziert. Die so entstehenden surreal anmutenden Bildsituationen werden von ihr fotografiert und partiell am Rechner nachbearbeitet.
Thematisch zirkulieren Christa von Seckendorffs Arbeiten um Traum- und Innenwelten. Ihr Sujet ist das Magisch-Groteske, die Abgründigkeit hinter der Wirklichkeit. In ihren Bildmontagen verdichten sich individuelle Affekte mit kulturell tradierten Erinnerungsfragmenten zu einer diffusen Gemengelage. Genau darin liegt die faszinierende, zuweilen verstörende Präsenz ihrer Arbeiten begründet.

## Preise und Auszeichnungen
- 1998: Förderprogramm Agfa
- 2000: Förderpreis der Großen Düsseldorfer Kunstausstellung, NRW

## Einzelausstellungen (Auszug)
- 1997: Galerie im Kunsthaus Essen
- 2002: underneath, Galerie Martin Schwarz / Kunst-Musik-Raum, Düsseldorf
- 2004: Traumwächter, Kunstverein Gelderland
- 2004: engramme - traumstrecke, Galerie Weissraum, Kyoto/Japan
- 2004: Traumwächter-Köpferegen, Produzentengalerie plan.d, Düsseldorf
- 2005: Paarstrom, Galerie Judith Dielämmer, Grevenbroich
- 2006: organisch - anorganisch, Kutscherhaus (Vestischer Künstlerbund), Recklinghausen

## Ausstellungsbeteiligungen (Auszug)
- 1993: Reinhard-Wolf-Preis, Kunst und Gewerbe Museum, Hamburg
- 1996: Bilder-Bad, ehemaliges Schwimmbad, Herten
- 1996: Akademie Arnheim
- 1996–2004: Grosse Düsseldorfer Kunstausstellung, NRW, Düsseldorf
- 1997: Artomatenprojekt (IRR), 87x55x22, Wilhelm Lehmbruck Museum, Duisburg; Zeche Zollverein, Schacht XII, Essen; Kunsthalle / Kunstverein für die Rheinlande, Düsseldorf; Skulpturenmuseum Glaskasten, Marl
- 1998: Projekt Toskana: Symposium und Workshop Mythological Europe Revisited, Hogeschool voor de Kunsten Arnhem
- 1998:  gewaltAkte, Ehrenfelder Bunker, Köln
- 1999: Melancholia, Galerie Palais Waldersdorf, Tuchfabrik Trier
- 1999: aber das sollte eigentlich gestern gewesen sein, Eigenblut Prod., Neuss
- 2000: ableben, Orangerie Köln
- 2000–2002: kommen sie nach hause/come home/venha para casa, Fotowanderausstellungen in Wohnungen: Köln, New York, Sao Paulo
- 2001: amoral/hasenbrot/bedeutung, Eigenblut Prod., Neuss
- 2003: Huntenkunst, International Podium voor hedendaagse beeldende Kunst, Houtkamphal Doetinchem
- 2005: Schlummernder Instinkt-Nachtschwärmer, Produzentengalerie plan.d., Düsseldorf
- 2005: Global Souvenirs, KunstKöln
- 2005: Menschen im Bild, Kunstraum, Hilden